# Magni (mitologia)
Magni, nella mitologia norrena, è uno dei figli di Thor. 
Per Thor l'incontro con la gigantessa Járnsaxa, della stirpe degli Jǫtunn, fu veramente importante; infatti, dall'unione con la gigantessa nacque il figlio Magni.
Magni, insieme a Móði, sopravviverà alla fine del mondo.
Dopo il Ragnarǫk ebbe progenie con una mortale, dandogli Dank come unico figlio di cui si sono perse le tracce nell'Edda poetica. Tutto ciò è ancora al vaglio dagli esperti per iscrizioni runiche trovate nelle isole del Labrador.
Nel 2021 si è trovata una pietra nel Labrador dove si ipotizza che le rune, assai malconce, parlassero di questo Dank, nato dall'unione di Magni con una sciamana delle tribù in Vinland nel 1063 d.C., e che dopo qualche anno di esplorazioni con Leif Erikson ritornò con il padre a Vanaheim, dove il padre si era trasferito da tempo. 
La sua indole assai pacifica lo faceva entrare in contatto con la natura e le sue creature, infatti si può dedurre dalle suddette rune che il bisnonno Odino gli concesse in dono uno dei suoi lupi Freki e la dea Freya il suo gatto Treegold.
Il trio soleva passeggiare la notte sia in Vanaheim che su Midgard, dove il nonno Thor gli aveva assegnato una delega di "protettore", dato il suo buono spirito che assai assomigliava a quello del nonno.
Come arma sembrerebbe avesse un'ascia da combattimento monopenna, priva di poteri sino al prossimo Ragnarǫk, in cui li avrebbe rivelati.
Qui la stele runica spezzata terminava.
Magni, all'età di tre anni, combatté al fianco del padre contro il gigante Hrungnir dalla testa di pietra, il più forte dello Jǫtunheimr, la terra dei giganti. Quest'ultimo, scoppiata la lite con Thor, gli mise il piede sul collo; Magni liberò il padre che poté uccidere Hrungnir con il martello Mjǫllnir.

## Videogiochi
- Magni appare nel videogioco God of War (2018) come uno degli antagonisti insieme a suo fratello Modi. Nel videogioco è rappresentato come un gigantesco guerriero con i capelli biondi e pieno di tatuaggi e come suo padre è in grado di scagliare attacchi con i fulmini e come arma utilizza una grossa spada.
- In World of Warcraft Magni è il sovrano dei nani in Forgardente e su Hearthstone è uno degli eroi di classe guerriero